# 23922 Тавадрос
23922 Тавадрос (23922 Tawadros) — астероїд головного поясу, відкритий 26 вересня 1998 року.
Тіссеранів параметр щодо Юпітера — 3,197.